# العلاقات البرازيلية السويدية
العلاقات البرازيلية السويدية هي العلاقات الثنائية التي تجمع بين البرازيل والسويد.

## مقارنة بين البلدين
هذه مقارنة عامة ومرجعية للدولتين:
| وجه المقارنة                                              | البرازيل | السويد                                                                               |
| --------------------------------------------------------- | --- | ------------------------------------------------------------------------------------ |
| المساحة (كم2)                                             | 8.52 مليون | 450.30 ألف                                                                           |
| عدد السكان (نسمة)                                         | 202.66 مليون | 10.16 مليون                                                                          |
| الكثافة السكانية (ن./كم²)                                 | 23.79 | 22.56                                                                                |
| العاصمة                                                   | برازيليا، ريو دي جانيرو | ستوكهولم                                                                             |
| اللغة الرسمية                                             | برتغالية برازيلية، Brazilian Sign Language ‏ | اللغة السويدية، لغات السامي، اللغة الفنلندية، منكيلي، اللغة الرومنية، اللغة اليديشية |
| العملة                                                    | ريال برازيلي، كروزيرو ريال برازيلي ‏، كروزيرو البرازيلية (1990–1993)، البرازيلي كروزادو نوفو، كروزادو برازيلي، cruzeiro ‏، كروزيرو البرازيلية (1942–1967)، الريال البرازيلي (قديم) | كرونة سويدية                                                                         |
| الناتج المحلي الإجمالي (بليون دولار)                      | 2.06 تريليون | 538.04 مليار                                                                         |
| الناتج المحلي الإجمالي (تعادل القوة الشرائية) بليون دولار | 3.22 تريليون | 469.01 مليار                                                                         |
| الناتج المحلي الإجمالي الاسمي للفرد دولار أمريكي          | 8.54 ألف | 50.58 ألف                                                                            |
| الناتج المحلي الإجمالي للفرد دولار أمريكي                 | 15.89 ألف | 45.30 ألف                                                                            |
| مؤشر التنمية البشرية                                      | 0.754 | 0.907                                                                                |
| رمز المكالمات الدولي                                      | +55 | +46                                                                                  |
| رمز الإنترنت                                              | .br | .se                                                                                  |
| المنطقة الزمنية                                           | | توقيت وسط أوروبا، ت ع م+01:00، ت ع م+02:00، أوروبا/ستوكهولم ‏                         |

## منظمات دولية مشتركة
يشترك البلدان في عضوية مجموعة من المنظمات الدولية، منها:
| علم المنظمة | اسم المنظمة                        | تاريخ انضمام البرازيل | تاريخ انضمام السويد |
| ----------- | ---------------------------------- | --------------------- | ------------------- |
|             | البنك الدولي للإنشاء والتعمير      | 14 يناير 1946         | 31 أغسطس 1951       |
|             | يونسكو                             | 4 نوفمبر 1946         | 23 يناير 1950       |
|             | الاتحاد البريدي العالمي            | ?                     | ?                   |
|             | البنك الإفريقي للتنمية             | ?                     | ?                   |
|             | نظام تحكم تكنولوجيا القذائف        | 1995                  | 1991                |
|             | منظمة الشرطة الجنائية الدولية      | ?                     | ?                   |
|             | الأمم المتحدة                      | 24 أكتوبر 1945        | 19 نوفمبر 1946      |
|             | مؤسسة التنمية الدولية              | 15 مارس 1963          | 24 سبتمبر 1960      |
|             | المرصد الأوروبي الجنوبي            | 2010                  | 1962                |
|             | منظمة التجارة العالمية             | ?                     | 1995                |
|             | وكالة ضمان الاستثمار متعدد الأطراف | 7 يناير 1993          | 12 أبريل 1988       |
|             | الاتحاد الدولي للاتصالات           | 4 يوليو 1877          | 1866                |
|             | مجموعة الموردين النوويين           | ?                     | ?                   |
|             | مؤسسة التمويل الدولية              | 31 ديسمبر 1956        | 20 يوليو 1956       |
|             | الفريق المعني برصد الأرض           | ?                     | ?                   |
|             | منظمة حظر الأسلحة الكيميائية       | ?                     | ?                   |

## أعلام
هذه قائمة لبعض الشخصيات التي تربطها علاقات بالبلدين:
- أنجيليكا بينغتسون (قافزة بالزانة سويدية، 8 يوليو 1993 – )
- الأمير ألكسندر دوق سودرمانلاند (19 أبريل 2016 – )
- الأمير أوسكار دوق سكانيا (2 مارس 2016 – )
- الأميرة أستل (أميرة من السويد، دوقة أوسترجوتلاند، 23 فبراير 2012 – )
- جون غويديتي (لاعب كرة قدم سويدي، 15 أبريل 1992[22] – )
- سيلفيا ملكة السويد (شخصية ملكية، 23 ديسمبر 1943[23] – )
- فيكتوريا (14 يوليو 1977[24] – )
- كارل فيليب دوق فارملاند (13 مايو 1979 – )
- كريستوفر تيلو (لاعب كرة قدم سويدي، 4 نوفمبر 1989[25] – )
- كريستيان ليندل (لاعب كرة مضرب برازيلي، 11 نوفمبر 1989 – )
- ليونور دوقة غوتلاند (20 فبراير 2014 – )
- مادلين (10 يونيو 1982 – )
- نيكلاس إيلاسون (لاعب كرة قدم سويدي، 7 ديسمبر 1995[26] – )

## وصلات خارجية
- موقع وزارة الخارجية البرازيلية
- موقع وزارة الخارجية السويدية